# Arrondissement Saint-Claude
Arrondissement Saint-Claude je francouzský arrondissement ležící v departementu Jura v regionu Franche-Comté. Člení se dále na 5 kantonů a 70 obcí.

## Kantony
- Les Bouchoux
- Moirans-en-Montagne
- Morez
- Saint-Claude
- Saint-Laurent-en-Grandvaux